# Bouwbedrijf Wessels
Bouwbedrijf Wessels is een projectontwikkelaar en bouwbedrijf te Rijssen.

## Geschiedenis
Het bedrijf werd opgericht in 1933 door Arend Wessels die timmerman was en in dit jaar begon als zelfstandig ondernemer.
Oorspronkelijk voerde hij uitsluitend opdrachten voor timmerwerk uit, tot hij van een oom de opdracht kreeg om een huis te bouwen. Zo werd zijn bedrijf een aannemingsbedrijf annex timmerwerkplaats.
Het familiebedrijf verhuisde enkele malen naar een groter onderkomen, maar het bleef vooralsnog betrekkelijk klein. In 1966, toen Dik Wessels de leiding nam, werkten er slechts 20 mensen. Doch de nieuwe directeur wist een aantal belangrijke opdrachten binnen te halen, vooral in de woningbouw, waardoor het aantal werknemers steeg tot 60 in 1968. In 1970 werd een nieuw hoofdkantoor betrokken dat in 1982 nog werd gerenoveerd en uitgebreid.
Eind 1975 had het bedrijf 200 mensen in dienst. Men fuseerde toen met Reitsma BV te Drachten, waar toen 70 mensen werkten. De bedoeling was om ook in de utiliteitsbouw te gaan werken. Men beloofde dat de fusie zou leiden tot een aanzienlijke uitbreiding van het personeel.
In 1983 waren er reeds 600 medewerkers, en waren er vestigingen in Rijssen, Almelo, Apeldoorn, Coevorden en Drachten. Het bedrijf stelde ex-premier Dries van Agt aan als commissaris.
In 1988 had het bedrijf meer dan 1000 werknemers en in 1990 waren dat er ongeveer 1250. In dat jaar fuseerde Bouwbedrijf Wessels met IBB-Kondor tot Kondor Wessels. De naam Wessels bestaat nog steeds in de naam van het in 2015 op een na grootste bouwbedrijf van Nederland: VolkerWessels.